# 伊恩·科尼托
保羅·芭比阿里（英語：Paul Barbieri，1958年11月21日—2019年4月11日），藝名伊恩·科尼托（英語：Ian Cognito），英國棟篤笑演員。科尼托善於打破傳統，但因為他情緒比較暴躁，因此未能如萊尼·布魯斯、比爾·希克斯和傑里·薩多威茨般取得主流媒體的注意。科尼托曾於1999年獲得超時喜劇獎的棟篤笑獎項。

## 生平
科尼托在倫敦出生，祖先來自愛爾蘭和意大利。其在1985年表演了首齣棟篤笑。2008年前，其被形容為「最被封殺」的笑匠。科尼托的表演常常與觀眾的敏感度和氛圍而作出改變。有時候他會拿著錘子上台，然後將鐵釘釘在牆上，再將帽子掛在釘上，然後表示： 
|    | 這讓你知道兩件事……一，是我真的根本不屑這一切。二，是我有一個錘子。 |
| —— |                                                                    |

科尼托亦著有自傳《一位笑匠的故事》，起初在1995年於科尼托的網站上發布，2013年登上Kindle，以「我曾經寫過有關喜劇的書中，最好的一本」为宣传语。。科尼托宣稱自己曾被國內大部分喜劇俱樂部排斥，不讓他演出；又曾經因為「客房服務遲來」而將酒店的電視機丟出窗外。

### 猝死
2019年4月11日，科尼托在比斯特進行表演，期間還向觀眾開玩笑：
|                     | 想像一下如果我在你們大家面前死了 |
| ——伊恩·科尼托之遺言 |                                  |

不久之後，科尼托心臟病發，失去知覺。觀眾以及工作人員都以為此乃表演部分之一，因此並沒有為他即時進行急救。直至數分鐘後才有人發現有異樣，緊急召喚救護員，但科尼托當場被證實死亡。喜劇演員吉米·卡爾、马修·卢卡斯等都讚揚他為喜劇界的付出。

## 外部鏈結
- 官方網頁（页面存档备份，存于）
- Ian Cognito在互联网电影资料库（IMDb）上的資料（英文）
- 衛報評論（页面存档备份，存于）
- Chortle評論（页面存档备份，存于）